# 清水村 (熊本県)
清水村（しみずむら）は、熊本県の北部、飽託郡にかつてあった村である。

## 地理
- 河川：万石川、坪井川
- 山：立田山
- 八景水谷

## 歴史
- 1889年4月1日 - 町村制が施行。麻生田村、万石村、室園村、松崎村、亀井村、山室村、大窪村、高平村、打越村、津浦村が合併して発足。
- 1892年 - 飽田郡と託麻郡が合併し飽託郡となる。
- 1939年8月1日 - 熊本市に編入。

## 学校
- 清水小学校（のちの清水尋常小学校、現在の熊本市立清水小学校）